# Caribchthonius
Genre
Caribchthonius est un genre de pseudoscorpions de la famille des Chthoniidae.

## Distribution
Les espèces de ce genre se rencontrent aux îles Vierges des États-Unis et au Belize.

## Liste des espèces
Selon Pseudoscorpions of the World (version 3.0) :
- Caribchthonius butleri Muchmore, 1976
- Caribchthonius orthodentatus Muchmore, 1976

## Publication originale
- Muchmore, 1976 : Pseudoscorpions from Florida and the Caribbean area. 6. Caribchthonius, a new genus with species from St. John and Belize (Chthoniidae). Florida Entomologist, vol. 59, no 4, p. 361-367 (texte intégral).